# Echeandia parva
Echeandia parva är en sparrisväxtart som beskrevs av Robert William Cruden. Echeandia parva ingår i släktet Echeandia och familjen sparrisväxter. Inga underarter finns listade i Catalogue of Life.